# Calle 21 (línea Crosstown)
La Calle 21 es una estación en la línea Crosstown del Metro de Nueva York de la división B del Independent Subway System. La estación se encuentra localizada en Long Island City, Queens entre la Calle 21 y la Avenida Jackson. La estación es servida en varios horarios por los trenes del Servicio .